# 啟體
啟體是著名書法家啟功所創的字體。因博采眾長又自成一家，故名之。侯磊這樣評價啟體：
|  | 结体精严，笔画清朗刚健，布势轻重有别，主宾相济，风神俊秀且雅俗共赏，具有鲜明的个性特点，所以能誉满中华，誉满全球。 |

## 方正啟體
由師承啟功的書法家秦永龍書寫、方正集团開發出的計算機字體。兼有簡體、繁體兩套字庫。